# Platystacus cotylephorus
Platystacus cotylephorus is een straalvinnige vissensoort uit de familie van braadpan- of banjomeervallen (Aspredinidae). De wetenschappelijke naam van de soort is voor het eerst geldig gepubliceerd in 1794 door Bloch.